# 원뿔 곡선
1. 포물선 e = 1
2. 원과 타원 e < 1
3. 쌍곡선 e > 1

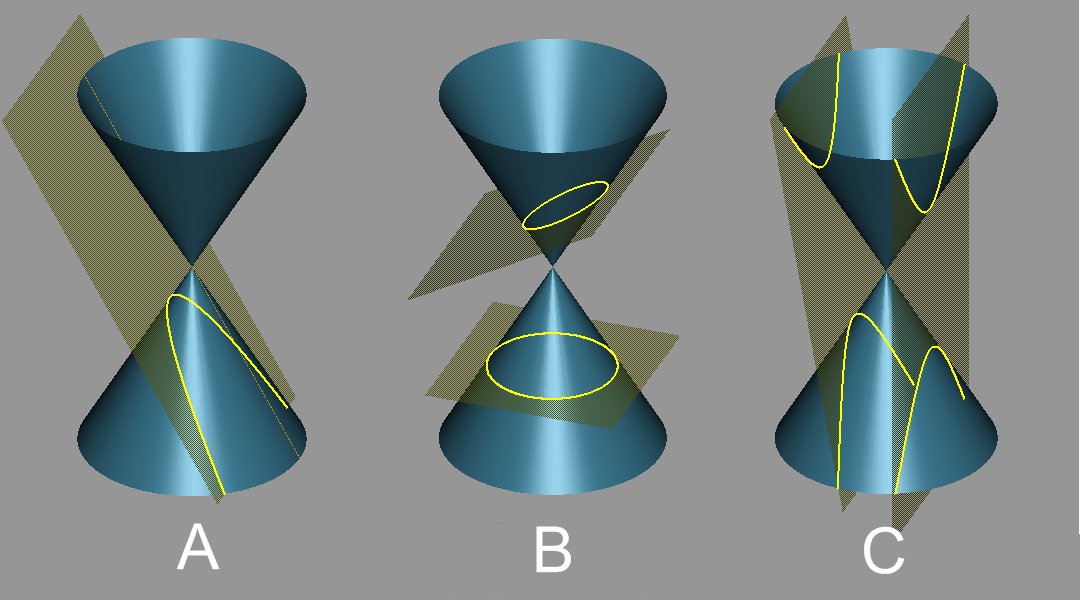
원뿔 곡선.
- 포물선
- 원과 타원
- 쌍곡선

수학에서 원뿔 곡선(圓뿔曲線, 영어: conic section) 또는 원추 곡선(圓錐曲線)은 평면으로 원뿔을 잘랐을 때 생기는 곡선을 말한다. 원뿔의 모선과 밑면의 사잇각 α와 자르는 평면과 밑면의 사잇각 β를 생각할 때, α = β이면 포물선, α > β이면 타원(또는 원), α < β이면 쌍곡선이 된다.
원뿔 곡선들이 공유하는 속성으로 초점, 이심률, 준선이 있다. 타원은 두 초점과의 거리의 합이 일정한 평면 곡선이고, 쌍곡선은 두 초점과의 거리의 차가 일정한 평면 곡선이다. 원뿔곡선은 초점과의 거리와 준선과의 거리의 비인 이심률이 일정한 평면 곡선이다.
대수적인 관점에서, 평면 위의 어떤 곡선이 원뿔 곡선일 필요충분조건은, 그 곡선의 방정식의 차수가 2인 것이다. 따라서 원뿔 곡선을 다른 말로 이차 곡선이라고 부르기도 한다.

## 광학적 성질
빛의 반사는 초점을 지나는 광선을 보존한다. (여기서 광선은 직선으로서의 의미이다.) 자세히 말해, 원뿔 곡선을 경계로 하는 이차원 공간에서, 초점을 지나는 광선의 반사 광선은 여전히 (다른 한) 초점을 지난다. 세부 사항은 곡선 종류마다 이모저모로 다른데, 초점을 지나쳐온 광선은 타원의 경우 다른 한 초점이 위치하는 방향으로 반사되고, 쌍곡선은 그 반대 방향으로 반사된다. 초점이 하나뿐인 포물선에서는 준선과 수직인 방향, 즉 대칭축과 평행하는 방향으로 반사되는데, 이는 두 번째 초점이 무한히 멀리 있다 여길 때 앞의 결론에 부합한다.

## 같이 보기
- 원
- 포물선
- 타원
- 쌍곡선
- 퇴화 원뿔 곡선
- 원뿔
- 당들랭의 구
- 준원
- 타원 좌표계
- 등거리 집합
- 초점 (기하학)
- 람베르트 정각 원추 도법
- 구점 원추 곡선
- 포물선 좌표계
- 이차 방정식
- 연립 방정식
- 이차 초곡면